# Kościół św. Jerzego w Sopocie
Kościół Garnizonowy pw. św. Jerzego w Sopocie – budowla neogotycka z 1901, pierwotnie świątynia protestancka, a od 1945 katolicka. Znajduje się przy ul. Kościuszki w Sopocie, w województwie pomorskim. Należy do dekanatu Sopot w archidiecezji gdańskiej oraz dekanatu Marynarki Wojennej Ordynariatu Polowego Wojska Polskiego.

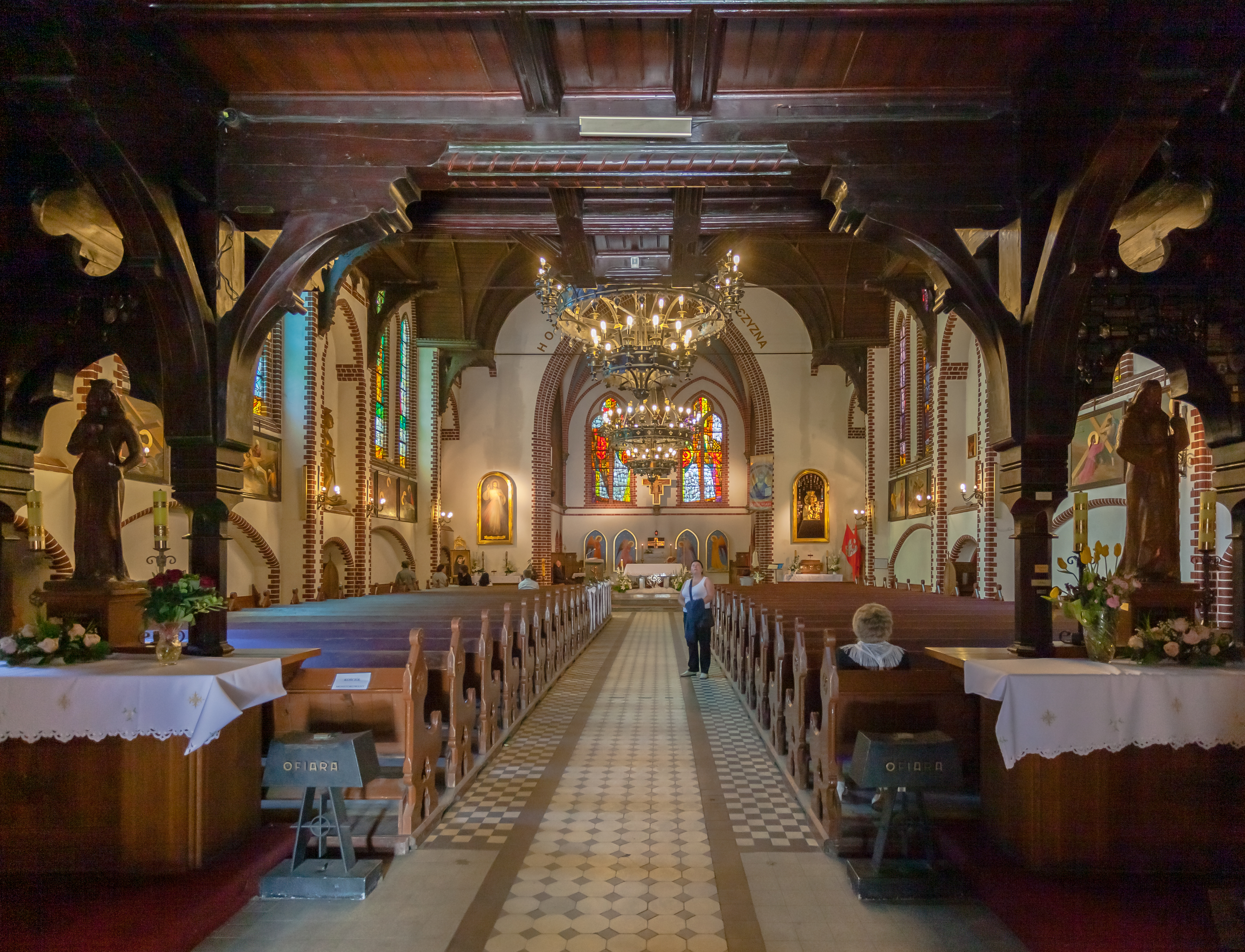
Widok wnętrza

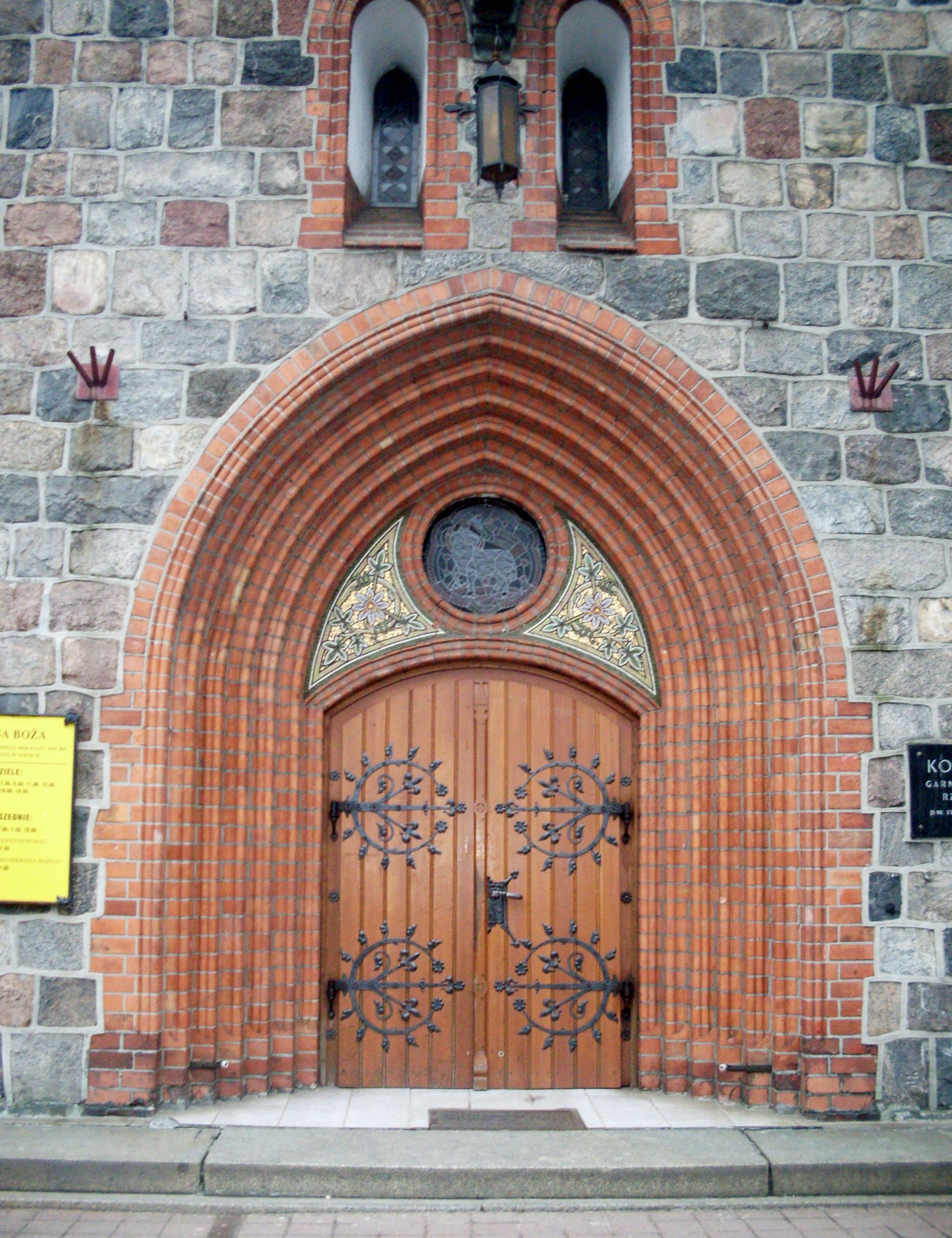
Portal

Zbudowany przez firmę Wilhelma Lippke w latach 1899–1901 według projektu Ludwiga von Tiedemanna, który nie pobrał honorarium za swoją pracę. Środki na jego wzniesienie przekazali cesarzowa Augusta Wiktoria i cesarz Wilhelm II. Władca nakazał, aby wieża kościelna była widoczna ze statków na Zatoce Gdańskiej. Do 1945 kościół służył celom kultu protestanckiego i nosił wezwanie Zbawiciela (Erlöserkirche).
Dnia 8 maja 1945 świątynia została przekazana duszpasterstwu wojskowemu. Rozkazem Głównego Kwatermistrza Wojska Polskiego z dniem 1 lipca 1967, Kościół został przekazany Marynarce Wojennej.
Obecnie jest to cywilno–wojskowy kościół rzymskokatolicki pw. św. Jerzego. Pełni też funkcję kościoła garnizonowego.
Patronem kościoła parafialnego jest także Matka Boska Częstochowska – jako patronka drugorzędna z dekretu kardynała Stefana Wyszyńskiego – prymasa Polski, z dnia 26 września 1959, dzięki staraniom ówczesnego rektora ks. ppłk Wiktora Kłosowicza.
W 1971 w prawym bocznym ołtarzu zamontowano płaskorzeźbę Matki Bożej Częstochowskiej z kaplicy historycznego statku m/s Batory.
Kościół parafialny był od 11 grudnia 2017 do 16 czerwca 2024 – siedzibą dekanatu, a jej proboszcz dziekanem.

## Upamiętnienie dwóch wybitnych Sopocian
Z inicjatywy Urzędu Miasta Sopotu 28 marca 2017 odsłonięto i poświęcono ufundowane tablice w kościele upamiętniające dwóch wybitnych Sopocian ks. kanonika Pawła Matulewicza i ks. dr Jana Kaczkowskiego przy bocznym ołtarzu św. Józefa Robotnika. Mszy św. oraz odsłonięcia tablic dokonał były proboszcz kościoła garnizonowego, a obecnie dziekan Marynarki Wojennej – ks. kmdr Zbigniew Rećko.